# 飯田隆 (作曲家)
飯田 隆（いいだ たかし、1930年 - 2008年 ）は、日本の作曲家、音楽理論家。宇都宮大学名誉教授。
1930年、東京都出身。
東京藝術大学卒業。同専攻科修了。石桁真礼生に師事。1972年より宇都宮大学教育学部で教鞭を執る。
作曲家の会「環」の代表世話人を務めた。

## 主な作品
- 草野心平詩による歌曲集「蛙」
- オペラ「真説カチカチ山」（原作：太宰治）
- 合唱組曲「鳥の譜」（川添一郎 詩）　1974年芸術祭参加作品
- 合唱曲「風よ鳥よ」（榎木冨士夫 詩）1986年NHK全国学校音楽コンクール中学校の部課題曲
- 「かなかなかな」NHKみんなのうた（歌：由紀さおり）

## 著書
共著
- 石桁真礼生、末吉保雄、丸田昭三、飯田隆、金光威和雄、飯沼信義『楽典―理論と実習』音楽之友社、1998年12月10日。